# Арчикой
Арчикой — посёлок железнодорожной станции в Чернышевском районе Забайкальского края России. Входит в состав городского поселения «Аксёново-Зиловское».

## География
Посёлок находится в северо-восточной части района, при Транссибирской магистрали, на правом берегу реки Арчикой, на расстоянии примерно 59 километров (по прямой) к северо-востоку от посёлка городского типа Чернышевск. Абсолютная высота — 732 метра над уровнем моря.
Климат
Климат характеризуется как резко континентальный, с продолжительной холодной зимой и коротким тёплым летом. Средняя многолетняя температура самого холодного месяца (января) составляет −30 — −26 °С, температура самого тёплого (июля) — 16 — 20 °С. Среднегодовое количество осадков — 300—350 мм.
Часовой пояс
Посёлок Арчикой находится в часовой зоне МСК+6. Смещение применяемого времени относительно UTC составляет +9:00.

## История
Основан в 1908 году при строительстве Амурской железной дороги.

## Население
| 2010 | 2021 |
| ---- | ---- |
| 42   | ↗48  |

Половой состав
По данным Всероссийской переписи населения 2010 года в гендерной структуре населения мужчины составляли 50 %, женщины — соответственно также 50 %.
Национальный состав
Согласно результатам переписи 2002 года, в национальной структуре населения русские составляли 90 % из 39 чел.